# 坂出市立体育館
坂出市立体育館（さかいでしりつたいいくかん）は、香川県坂出市にあるスポーツ、式典に使用できる多目的アリーナである。坂出市により1981年12月より工事開始、1983年4月に開館した。

## 施設概要
1階に第一競技場大アリーナとトレーニング室が、2階に第二競技場小アリーナがある。
- 第一競技場 - 2階観覧席約850席
  - バスケットボール　2面
  - バレーボール　3面
  - バドミントン　10面
  - テニス　3面
  - 卓球　24面
- 第二競技場
  - バスケットボール 1面
  - バレーボール 2面
  - バドミントン 6面
  - 卓球 10面
- トレーニング室
- 幼児トレーニング室
- 相談室、医務室、ステージ控室(2)、会議室(2)、放送室
- 駐車場（ピロティ部分） -　110台

開館時間
- 9:00-21:00（日曜祝祭日は17:00まで）

休館日
- 毎週月曜日（月曜が祝日の場合はその翌日）と12月28日から1月5日

## 開催された主な競技会・イベント
- 東四国国体バドミントン競技 - 1993年
- Vリーグ公式戦 - 1997年

## アクセス
- 最寄鉄道駅　JR四国坂出駅
- さぬき浜街道（瀬戸大橋記念通り）沿い

## 近隣施設
- 坂出ショッピングセンター
  - ベスト電器、コメリ、ラ・ムー、マクドナルド、ダイソー